# Каламарія Ліннея
Каламарія Ліннея (Calamaria linnaei) — неотруйна змія роду Каламарія родини Вужеві. Отримала назву на честь Карла Лінней.

## Опис
Загальна довжина досягає 33 см. Голова дуже маленька. Має 4 верхньогубих щитки. Перша пара нижньогубих щитків позаду підбородочного щитка не стикається. Передні щитки жолобка прилягають до заднього краю підборородочного щитка. Голова та тулуб світло— або темно—бурого кольору з блакитним відливом. Можуть бути одноколірними або з чорними плямами, поздовжніми або поперечними смужками. Черево кармінно—червоне, прикрашене великими чорними чотирикутними плямами.

## Спосіб життя
Полюбляє гірські місцини. Усе життя проводить на землі або у ґрунті. Активна вночі. Ця змія млява, рухається повільно й навіть у разі переслідування ніколи не відповзає далеко, навпаки, зазвичай лежить нерухомо, прикидаючись мертвою. Від ворогів не захищається, не намагається кусатися і ледь відповзає. Харчується дрібними безхребетними тваринами.
Це найменш витривала змія, не може витримати довгого голодування, не виносить якесь заподіяне їм насильство. У неволі не приймає їжі, швидко гине.
Це яйцекладна змія.

## Розповсюдження
Мешкає на островах Ява та Банка (Індонезія).